# Mayu Sakai
Mayu Sakai (酒井 まゆ, Sakai Mayu?, Nascida em 07 de janeiro de 1982) é uma artista de mangá japonesa que já trabalhou como assistente de Miho Obana. Seus trabalhos foram inicialmente publicados na revista de shoujo Ribon antes de serem publicados pela Shueisha. Mayu Sakai também tem sido destaque em uma das publicações de shōnen Shueisha, Jump SQ.